# Denkingen
Denkingen è un comune tedesco di 2 922 abitanti,, situato nel land del Baden-Württemberg.